# Maricusa Ornes
Maricusa Ornes (Puerto Plata, 1926-Santo Domingo, República Dominicana, 2018) fue una declamadora, activista, pionera de la poesía coreada y maestra dominicana, considerada a nivel de Latinoamérica como la "declamadora contemporánea de mayor trascendencia". Activista antitrujillista que realizó innumerables aportes a la cultura dominicana.

## Familia y origen
Maricusa Ornes nació en Puerto Plata, el 12 de septiembre de 1926. Es hija de dos notables educadores: Germán Ornes S. (1895-1972) y Marina Coiscou Pimentel (1895-1980). A los tres años de edad, sus padres decidieron mudarse a Santo Domingo. Es hermana del luchador anti-trujillista Horacio Julio Ornes Coiscou, exiliado en Cuba, y el que comandó la Invasión de Luperón del 19 de junio de 1949, en contra del dictador Rafael Leónidas Trujillo y del reconocido periodista y director del periódico El Caribe por varias décadas, Germán Emilio Ornes Coiscou.

## Educación
A los catorce años, Maricusa Ornes, inicio sus estudios de declamación bajo la orientación de la maestra española Marujina de Farber. Logra su primera actuación teatral en la obra Canción de Cuna de Gregorio Martínez Sierra, en el rol de la Madre superiora que se realizó en el Teatro Olimpia de la ciudad de Santo Domingo como parte de las actividades de la Escuela Normal Salomé Ureña donde estudiaba el bachillerato en filosofía y letras. Continúo sus estudios de música e interpretación de piano, con la musicóloga Flérida de Nolasco y luego con las maestras María Barón y Manuela Jiménez.
En 1943 ingresó a la Universidad de Santo Domingo a la Facultad de Derecho y se integró como militante al movimiento anti-trujillista Juventud Democrática. En 1947 siendo estudiante de término se ve obligada a dejar sus estudios. Ornes relata: «Me había ganado la inscripción, pero se me solicitó escribir una carta de adhesión al tirano para agradecerle el premio. Consideré que un estudiante de Derecho debe ser honesto con su conciencia, y por tanto me negué». Sabía que su actitud que con su actitud desafíaba al régimen.

## Sus inicios como declamadora
Su primer recital de poesía moderna de América lo realizó en el Patio Español de la Librería Dominicana que administraba Julio Postigo, el primero de abril de 1949, a las 8:30 de la noche, provocando grandes ovaciones y aplausos cerrados del público. El crítico José Miguel Vendrell la definió entonces como «la mujer hecha poema». Para la ocasión incluyó en su repertorio poemas de Sócrates Nolasco, José Manuel Poveda, E. González Martínez, Ligio Vizardi, Pablo Neruda, Meiira Delmar, Domingo Moreno Jiménes, Carmen Natalia, Flérida de Nolasco, Porfirio Barba-Jacob, Alfonsina Storni, Julián del Casal, Luis Llorens Torres y Emilio Prud’ homme.
Meses después, en el mes de julio de 1950, Ornes ofrece un segundo recital en el mismo centro cultural de la calle Las Mercedes número 49, declamando poemas de Franklin Mieses Burgos (Cuando la rosa muere), Francisco Domínguez Charro (Yo que no he visto nunca), Rodolfo Coiscou Weber (Presencia del Angel), Gabriela Mistral (Intima), Manuel Machado (Mariposa Negra), Juan Ramón Jiménez (La Cojita), Rafael Alberti (Marinero en tierra-selección), Gabriel D’ Annunzio (Un sueño) del inmortal Federico García Lorca Preciosa y el aire.

## Exilio
Por el asedio de la dictadura trujillista a ella y su familia se vio obligada a exiliarse. En 1950 salió de República Dominica hacia México y más tarde se estableció Puerto Rico [1].  
A su llegada a Ciudad México su maestra Marujina de Farber y su esposo el austríaco Ernest Farberm que se habían trasladado unos años antes a esta ciudad, la apoyaron para lanzar su carrera profesional como declamadora.
En México, trabajó por una temporada de seis meses como asistente del erudito e investigador español doctor Javier Malagón Barceló (1911-1990), que había sido su profesor de historia del derecho español y derecho romano fue en la Universidad Autónoma de Santo Domingo (UASD). 
Posteriormente fue invitada por el Ateneo Español de México a ofrecer un Recital, donde su maestro y profesor Constancio Bernardo de Quirós, reconocido sociólogo y criminalista español, la introduce concurrencia, en la sede del Ateneo de la avenida Morelos 219. Escogió recitar El Viento y Yo un poema de León Felipe, quien se encontraba en el público. Su actuación recibió excelentes críticas. Los periódicos Excelsior, El Nacional, Tiempo y el mensuario Izquierda Republicana le dedicaron páginas completas.
Luego de su éxito en México, el 5 de febrero de 1951 Maricusa partió hacia La Habana, Cuba. Allí la recibió un amplio grupo de exiliados dominicanos y otros amigos, que le organizaron un recibimiento: su hermano Horacio Julio Ornes, José Espaillat, Tulio H. Arvelo, Pedro Mir, Juan Bosh, Octavio Méndez Pereira, Rómulo Betancourt, Luis Beltrán Prieto, Carlos Andrés Pérez, los mellizos Hernández, Camila y Cotubanamá Henríquez, Enriquillo Henríquez y actores y actrices del momento.
El 13 de abril, en el amplio local del Anfiteatro Nacional, Maricusa presentó un Recital en « Homenaje al pueblo de Cuba» ante un público espectador de 3,000 personas. Esa noche se estrenó y se dio a conocer por primera vez en su voz, el poema fundamental de nuestro poeta nacional, Pedro Mir, Hay un país en el mundo, que refleja la tragedia y el doloroso vía crucis de su patria bajo el poder sanguinario de un tirano, en una isla de campesinos sin tierra, jornaleros e ingenios de caña de azúcar.
Maricusa Ornes viajó a San Juan, Puerto Rico, en marzo de 1952. Durante su exilio de más de 12 años en Borinquén, jamás dejó de ser vigilada por la tiranía trujillista, sus cartas nunca llegaban a manos de su madre. 
En 1953 creó en San Juan la “Academia de Arte Escénico Santo Domingo” con el respaldo de la profesora húngara Magdalena Ferdinandy, de la escritora y también exiliada dominicana Carmen Natalia Martínez Bonilla y de productora puertorriqueña Amalia C. de Rolán y fue inaugurada por el gran poeta español Juan Ramón Jiménez.
En 1957 ingresó como Catedrática del Departamento de Drama, de la Facultad de Humanidades de la Universidad de Puerto Rico y en 1961 fundó la sociedad de teatro infantil Arlequín con la cual realizó una labor ininterrumpida durante cuarenta y cinco años, tanto en Puerto Rico como en la República Dominicana.

## El regreso del exilio
Regresa a dominicana luego del asesinato de Trujillo, en marzo de 1962. Los periódicos dominicanos El Caribe y La Nación informaron sobre el regreso de la declamadora al país. 
De inmediato se involucra en el apoyo a los más necesitados y tuvo la iniciativa de promover y realizar el primer Tele maratón acontecido en el país, en el cual estuvieron presentes todos los directores de medios de comunicación dando su respaldo y distintas personalidades de la vida nacional. Con el mismo se logró recaudar aportes muy significativos a beneficio de la Sociedad de Lucha contra la Lepra, en 1963.
El 3 de enero de 1964, logra finalizar sus estudios interrumpidos por la dictadura de Trujillo y se gradúa como doctora en Derecho comoq magna cum laude.
El veinte de junio de ese mismo año, colaboración con los doctores Donald Reid Cabral y Huberto Bogaert Díaz, deja iniciada la obra de construcción del edificio que alojó al Instituto Dermatológico Dominicano.
El 24 de julio de 1964, Marciusa Ornes contrae nupcias en San Juan, Puerto Rico, con el economista y abogado dominicano el doctor Jaime Álvarez Dugan. Mantuvieron una unión matrimonial durante tres décadas y procrearon dos hijos: Juan Enrique y Ángel Luis.

## Trayectoria artística
Además de haber sido catalogada en como la declamadora contemporánea de mayor trascendencia y proyección en Latinoamérica  en 1961, Maricusa Ornes fundó en Puerto Rico la sociedad Arlequín junto a la escritora dominicana Carmen Natalia y la profesora húngara Magdalena de Ferdinandy.
En el año 1976, Arlequín inició su laboren el Teatro Nacional de Santo Domingo, montando obras de teatro para niños cada año. Las presentaciones se realizaron con el apoyo y colaboración de varias empresas dominicanas. Los beneficios  de las presentaciones de Arlequín fueron donados a instituciones benéficas y de servicios a favor de la niñez dominicana como la Asociación de Rehabilitación, Hospital Robert Reid Cabral, el Instituto Dermatológico, entre otras.
En el año 2006, el Teatro Infantil Arlequín cumplió cuarenta y cincoañosde labor ininterrumpida y treinta años de haber llegado por primera vez a la República Dominicana.
En marzo de ese mismo año presentó en el Teatro Nacional Eduardo Brito una nueva versión de Blanca Nieves y los Siete Enanitos, en seis funciones, con una asistencia de más de 10,000 personas, bajo la dirección de Maricusa Ornes y Carlos Ruiz.

## Pionera de la poesía coreada en Latinoamérica
Atendiendo a una sugerencia de Ricardo Alegría, que era el director del Instituto de Cultura Puertorriqueña en 1963 creó, como un experimento, el grupo de declamación y actuación llamada Poesía Coreada, convietiéndose así en pionera de este género en Latinoamérica.
En las escalinatas de la sede del Instituto de Cultura Puertorriqueña, se produjo con gran éxito el primer recital del grupo de Poesía Coreada, con un repertorio que comprendía: poesía puertorriqueña, poesía dominicana y poesía universal. El grupo ofreció recitales en todo Puerto Rico y en 1964 fueron invitados por la Embajada de la República Dominicana en Washington para celebrar con poesía dominicana la conmemoración de la Restauración.
Este género se institucionalizó en las Escuelas Secundarias y las universidades de Puerto Rico gracias a su popularidad. A partir de 1970 el grupo inició giras por Centroamérica y Maricusa a la vez realizó recitales individuales. En 1975 el grupo de Poesía Coreada llevó a Santo Domingo un Recital de Poesía Dominicana y Poesía Puertorriqueña. A su regreso al escenario del Teatro de la Universidad de Puerto Rico en 1976, rindieron un homenaje a dos inmensas poetas: Carmen Natalia y Julia de Burgos. En 1982 bajo la dirección de la declamadora Maricusa Ornes, y música original de Héctor Campos Parsi, el grupo de Poesía Coreada participó en el 1er Festival Interamericano de las Artes, en el Centro de Bellas Artes de Puerto Rico, con un Recital «Apabullando el aire y las caretas.»

## Dirección teatral
Sin duda alguna, la puesta en escena de una de las obras cumbre del teatro griego clásico de todos los tiempos: Las Troyanas de Eurípides, bajo la dirección de Maricusa Ornes, fue el mayor aporte que realizó al teatro latinoamericano contemporáneo. Esta obra fue presentada en el mes de octubre de 1984 en el antiguo Castillo de San Cristóbal en San Juan patrocinado por el Instituto de Cultura de Puerto Rico para el Festival de Teatro Internacional.Sylvia Troncoso obtuvo en Puerto Rico el galardón a la Mejor Actriz de Reparto en el Premio «Alejandro Tapia»  por su papel de Andrómaca.
En enero de 1992 Maricusa Ornes estrenó en Santo DomingoLa casa de Bernarda Alba, obra deFederico García Lorca, obra presentada en la Sala Eduardo Brito del Teatro Nacional. Patrocinada por el Teatro Nacional de Santo Domingo, Arlequín y el Centro de Bellas Artes de Puerto Rico. Esta obra se repuso en la Sala René Marqués del Teatro de Bellas Artes, en Puerto Rico, en el mes de febrero, primero para estudiantes dela Escuela Superior y público en general, y, luego en el mes de diciembre en el Teatro Tapia.
En julio de 1998 Maricusa Ornes, presentó bajo su dirección en Casa de Teatro el Recital de Poesías de Federico García Lorca: Romancero Gitano y Llanto por Ignacio Sánchez Mejía. Este Recital se trasladó al Teatro de la Universidad Interamericana de Puerto Rico en el año 2001, las funciones estuvieron disponibles tanto para estudiantes como para público en general.

## Premios
Por el aclamado montaje de la obra Las Troyanas de Eurípides, Maricusa Ornes mereció el Premio el Dorado como Directora de Teatro del año de 1985.
En el año 2008 el presidente de la República, Dr. Leonel Fernández, le concedió a Maricusa Ornes la Orden del Mérito Duarte, Sánchez y Mella en el Grado de Comendador por sus aportes a «la enseñanza del teatro en el país y en el extranjero, así como por la divulgación de nuestros más altos valores culturales.» 
En el 2009, el Ministerio de Cultura le dedicó el VI Festival Internacional de Teatro de Santo Domingo; retirándose posteriormente de su labor como directora de Teatro en el 2012.
El Poder Ejecutivo la condecoró el 25 de enero de 2012 con la Orden al Mérito de Duarte, Sánchez y Mella por sus destacados aportes a la enseñanza del teatro en la República Dominicana y en el extranjero; así como por la divulgación de nuestros más altos valores culturales, fundamentalmente a través de la declamación y difusión de los poetas dominicanos. Igualmente por su destacada labor como luchadora antitrujillista.

## Fallecimiento
La maestra y declamadora falleció el domingo 17 de diciembre de 2018 a los 92 años de edad, en su residencia en Bella Vista, Santo Domingo, donde pasó los últimos años de su vida y recibió cristiana sepultura, junto a su esposo Jaime Álvarez Dugan, el miércoles 18 de diciembre a las 11 de la mañana en el Cementerio Cristo Redentor.